# Adam Air
Adam Air foi uma companhia aérea da Indonésia com sede em Jacarta. Sum base principal era o Aeroporto Internacional Soekarno-Hatta e tinha como outros centros de operações Base aérea de Soewondo e o Aeroporto Internacional Juanda.

## História
A Adam Air foi fundada em 2001, e a empresa operou no mercado low cost, low fare, e teve sua licença de aviação revogada em 18 de junho de 2008 após estudos sobre o estado de manutenção das aeronaves e treinamento dos pilotos.

## Frota

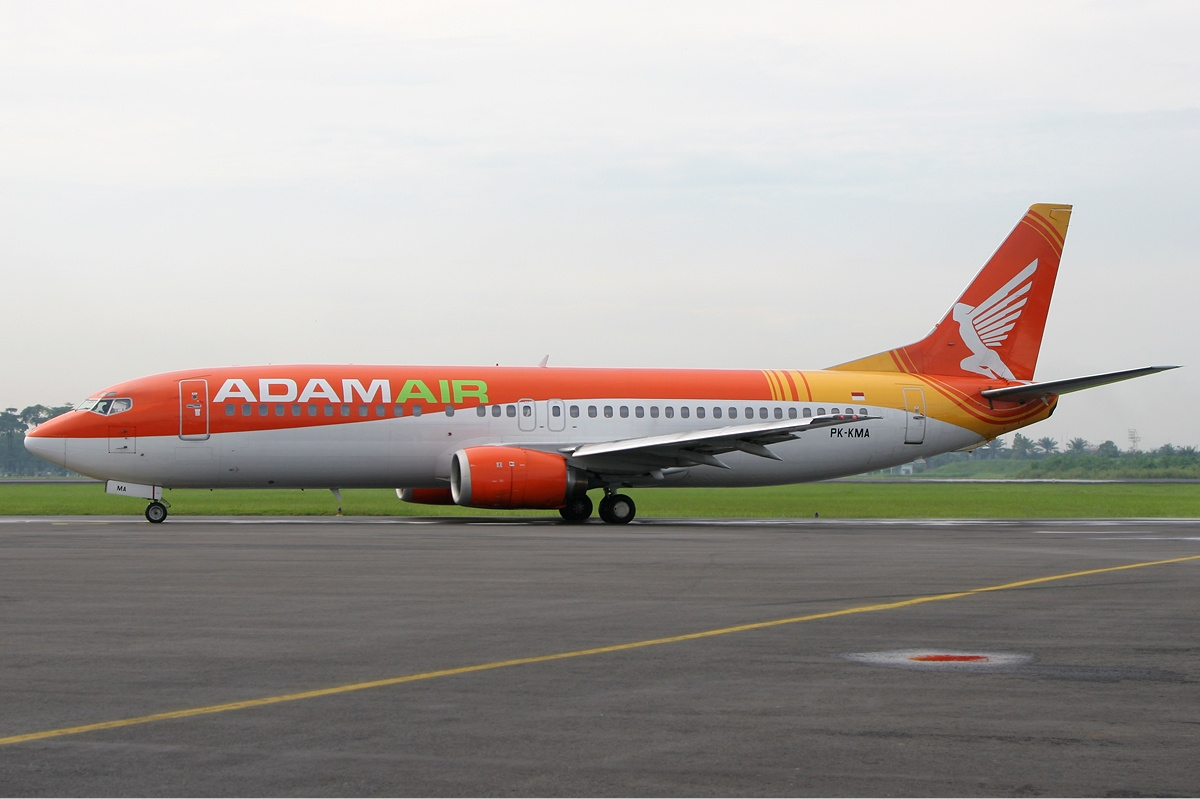
Um Boeing 737-400 da Adam Air

A frota da Adam Air consistia nas seguintes aeronaves (Janeiro de 2008):
| Aeronaves      | Em Serviço | Ordens | Notas |
| -------------- | ---------- | ------ | ----- |
| Boeing 737-200 | 6          | -      |       |
| Boeing 737-500 | 1          | -      |       |
| Boeing 737-300 | 7          | -      |       |
| Boeing 737-400 | 13         | -      |       |
| Total          | 27         | 0      |       |